# Tafeljura

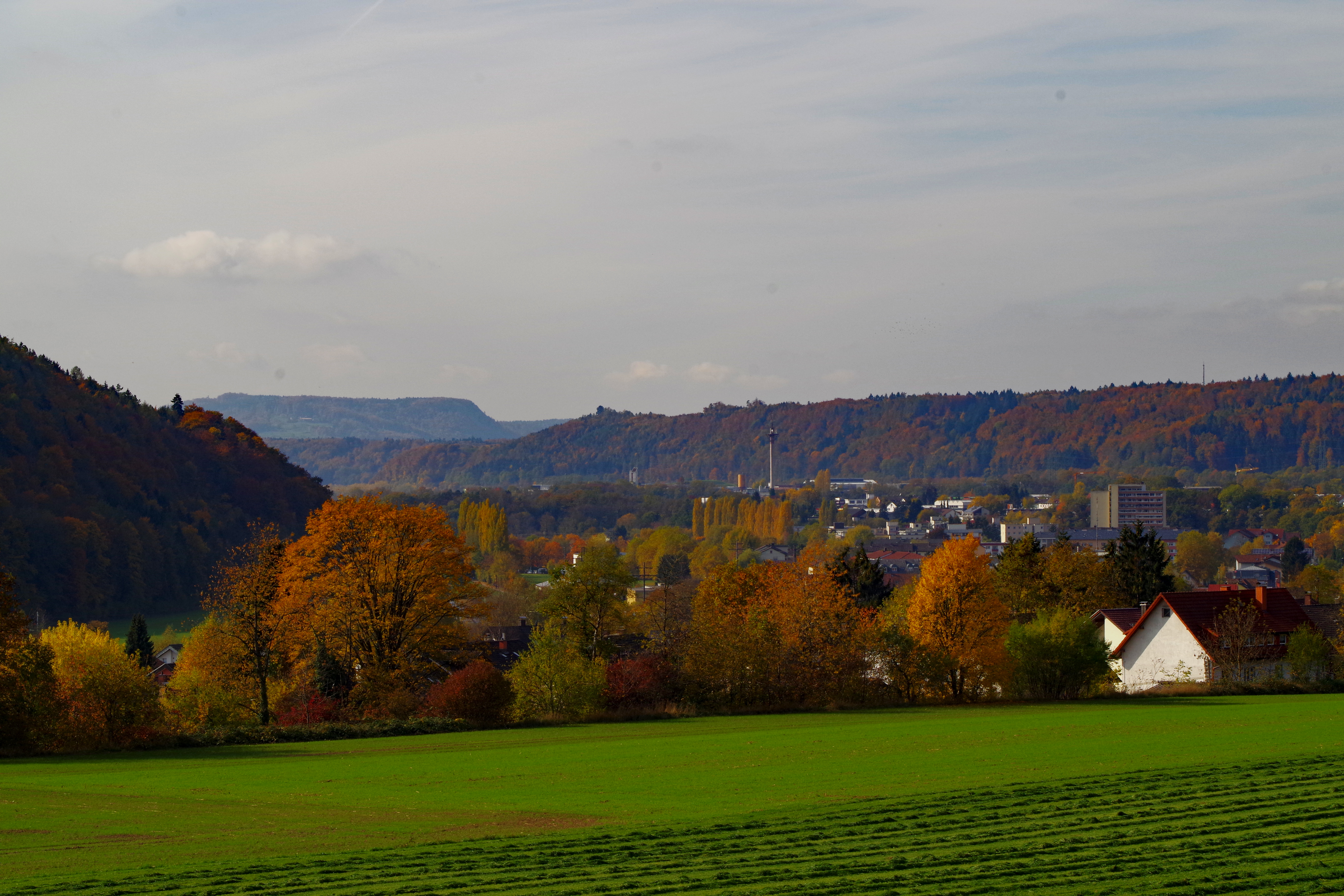
Waldshut-Tiengen, Blick von Tiengen entlang der Wutach zum Tafeljura im Aargau: Der Hohwacht (462 m) bei Leibstadt, ein Tafelberg

Als Tafeljura bezeichnet man in der Schweiz diejenigen Teile des Schweizer Jura, die im Gegensatz zu dessen aufgefalteten Teilen (Faltenjura) nicht gefaltet wurden. Er ist nicht zu verwechseln mit dem Plateaujura, der mit dem Kettenjura einen Teil des Faltenjuras bildet.
Der nordöstliche Tafeljura zieht sich in etwa von Pfeffingen vor allem durch die Kantone Basel-Landschaft und Aargau über Gebiete bei Sissach, Frick, Brugg und Würenlingen zum Hochrhein mit dem Hohwacht östlich von Leibstadt. Nördlich hiervon setzt sich der ungefaltete Jura fort in den Jurazügen Schaffhausens, Baden-Württembergs und Bayerns: vom Klettgaujura über Randen und Baarjura bis zur Schwäbischen und Fränkischen Alb.
Der nordwestliche Tafeljura liegt in der Ajoie (Kanton Jura) und findet seine Fortsetzung in den Gebieten des ungefalteten Juras des Französischen Schichtstufenlandes.
Diese beiden Tafeljura-Gebiete sind durch Gebiete des Faltenjuras voneinander getrennt. Dieser erstreckt sich zwischen Pfeffingen und Miécourt durch die Schweiz und den Sundgau bis direkt zum Oberrheingraben.
Den Tafeljura erkennt man an den vorwiegend aus Muschelkalk, Hauptrogenstein und Malmkalken bestehenden, weiten tafelförmigen Hochflächen, in welche im Baselbieter und Aargauer Teil steilwandige Täler eingetieft sind. Die Gesteinsschichten wurden hier im Gefolge der Absenkung des Oberrheingrabens ab dem frühen Tertiär in Schollen zerbrochen. Diese Brüche verlaufen meistens in NO- bis ONO-Richtung.
Die Bruchschollenlandschaft wurde mit der miozänen Transgression eingeebnet. Das marine Muschelagglomerat der Tennikerfluh liegt auf dieser Transgressionsfläche und wird von der Juranagelfluh (kontinentale Abtragungsprodukte der Schwarzwaldbedeckung) und miozänen Mergeln überlagert. Die Juranagelfluh wurde mitverfaltet. Die Tafeljuraschollen bewegten sich mit der Jurafaltung erneut, wurden sogar verfaltet (Adlerhofgewölbe bei HERZOG 1956), Falte im Hauptrogenstein N von Nusshof (Geol. Atlas Blatt Sissach 2019), Überschiebung im Hauenstein-Basistunnel bei Tecknau, Mandacher Linie.
Das heutige Relief ist im Quartär durch Tätigkeit von Gletschern und Flüssen entstanden, welche sich in den Felsuntergrund eingeschnitten haben. In kalkigen Formationen und in den quartären Schottern der Talfüllungen zirkuliert nutzbares und für die Trinkwasserversorgung genutztes Grundwasser.